# Kreator
Kreator je njemački thrash metal sastav iz Essena.

## Povijest sastava
Kreator je osnovan 1982. godine kao Tyrant, osnovali su ga pjevač i gitarist Miland "Mille" Petrozza, basist Rob Fioretti i bubnjar Jürgen "Ventor" Reil, da bi uskoro promijenili ime u "Tormentor". Nakon objavljivanja demosnimki "Blitzkrieg" (1983. godine) i "End of the World" (1984. godine), potpisuju ugovor s tvrtkom Noise Records i malo kasnije mijenjaju ime u Kreator. 
Godine 1985. objavljuju debitantski album "Endless Pain" koji je još pod utjecajem Slayera, ali istovremeno šire i svoj utjecaj na mnoge death metal i black metal-sastave.
Jedanaesti album "Enemy Of God" izdali su 2005. godine, a inspiraciju za njegovo ime dobili su u Georgeu W. Bushu i Osami bin Ladenu, "velikim svjetskim vođama" koji jedan drugog optužuju za neprijatelja Boga i u to ime uništavaju svijet, kako je u jednom intervjuu objasnio Petrozza, a sama pjesma "Enemy Of A God" govori o tragediji koja se dogodila 11. rujna 2001. u New Yorku. Pored toga je zanimljivo da Kreator vrlo često obrađuju ekološke teme kao što su posljedice industrijskog razvoja na prirodu kao i neiscrpne teme o mračnim stranama života.
U siječnju 2009. izdali su album Hordes of Chaos. U sklopu turneje Chaos Over Europe posjećuju i Zagreb po treći put.
U lipnju 2012., objavljuju album Phantom Antichrist, a u siječnju 2017. najnoviji album Gods of Violence.

## Članovi
Članovi današnje postave
- Miland "Mille" Petrozza - vokali, električna gitara
- Sami Yli-Sirniö -  električna gitara
- Frédéric Leclercq - bas-gitara
- Jürgen "Ventor" Reil - bubnjevi, vokali

Članovi prvog postava
- Mille Petrozza - vokali, električna gitara
- Rob Fioretti - bas-gitara
- Jürgen "Ventor" Reil - bubnjevi, vokali

## Diskografija
Studijski albumi
- Endless Pain (1985.)
- Pleasure to Kill (1986.)
- Terrible Certainty (1987.)
- Extreme Aggression (1989.)
- Coma of Souls (1990.)
- Renewal (1992.)
- Cause for Conflict (1995.)
- Outcast (1997.)
- Endorama (1999.)
- Violent Revolution (2001.)
- Enemy of God (2005.)
- Hordes of Chaos (2009.)
- Phantom Antichrist (2012.)
- Gods of Violence (2017.)
- Hate über alles (2022.)

EP-ovi
- Flag of Hate (1986.)
- Out of the Dark... Into the Light (1988.)
- Leave This World Behind (1997.)
- Chosen Few (2000.)

Demo uradci
- Blitzkrieg (kao Tormentor) (1983.)
- End of the World (kao Tormentor) (1984.)
- Rehearsal (1985.)